# Кэнти, Брендан (велогонщик)
Брендан Кэнти (англ. Brendan Canty, род. 17 января 1992 в Франкстоне, Австралия) — австралийский профессиональный  шоссейный велогонщик, выступающий за команду мирового тура EF Pro Cycling. 

## Достижения
2015
1-й на этапе 3а (ITT) Tour de Beauce
7-й на Herald Sun Tour - ГК
2016
2-й  на Чемпионате Океании в групповой гонке
7-й на Туре Омана - ГК
1-й  - МК
7-й на Туре Австрии - ГК
1-й на этапе 3
2017
Чемпионат Австралии
6-й Индивидуальная гонка
7-й Групповая гонка
2018
9-й Чемпионат Австралии  — Групповая гонка
| ГК | Генеральная классификация |
| МК | Молодёжная классификация  |

## Статистика выступлений наГранд Турах
| Гранд Тур | 2017 |
| --------- | ---- |
| Джиро     | -    |
| Тур       | -    |
| Вуэльта   | 113  |